# Cesonia boca
Cesonia boca Platnick & Shadab, 1980 è un ragno appartenente alla famiglia Gnaphosidae.

## Etimologia
Il nome proprio, come specificato dal descrittore stesso degli esemplari, è un'arbitraria combinazione di lettere

## Caratteristiche
L'olotipo maschile rinvenuto ha lunghezza totale è di 2,95mm; la lunghezza del cefalotorace è di 1,46mm e la larghezza è di 1,06mm

## Distribuzione
La specie è stata reperita nel Panama occidentale: nel distretto di Boquete, appartenente alla provincia di Chiriquí

## Tassonomia
Al 2015 non sono note sottospecie e dal 1980 non sono stati esaminati nuovi esemplari